# Terence Tchiknavorian
Terence Tchiknavorian, né le 22 avril 1992 à Avignon, est un skieur acrobatique français, spécialiste du skicross.

## Biographie
Il obtient son premier podium en Coupe du monde le 7 décembre 2017 à Val Thorens avec une troisième place en skicross. Son deuxième podium est obtenu 8 jours plus tard avec une deuxième place à Montafon.
Quatre ans après son premier podium, le 11 décembre 2021, il décroche dans la même station de Val Thorens sa première victoire en coupe du monde devant son compatriote Bastien Midol. Un an plus tard à Arosa il remporte une seconde victoire en coupe du monde, le 17 décembre 2022.
Depuis 2023 il est membre de l'équipe de France Douane.

## Palmarès

### Jeux olympiques
Terence Tchiknavorian a participé deux fois aux Jeux olympiques, en 2018 à Pyeongchang et en 2022 à Pékin.
| Épreuve / Édition | Pyeongchang 2018 | Pékin 2022 |
| Skicross          | 28e              | 18e        |

### Coupe du monde
- Premier départ à l'Alpe d'Huez le 11 janvier 2012[7].
- 10 podiums dont 3 victoires[8].

#### Différents classements en coupe du monde
Présent sur le circuit mondial depuis la saison 2013-2014, Terence Tchiknavorian obtient son meilleur classement en skicross en 2022 en terminant deuxième derrière le Suisse Ryan Regez,.
| Année/Classement | Année/Classement | Général      | Général      | Skicross | Skicross |
| ---------------- | ---------------- | ------------ | ------------ | -------- | -------- |
| Année/Classement | Année/Classement | Class.       | Points       | Class.   | Points   |
| 2014             | 2014             | 183e         | 4            | 42e      | 48       |
| 2015             | 2015             | 66e          | 16           | 20e      | 175      |
| 2016             | 2016             | 90e          | 14,42        | 22e      | 173      |
| 2017             | 2017             | 81e          | 17,29        | 15e      | 242      |
| 2018             | 2018             | 45e          | 24,50        | 10e      | 245      |
| 2019             | 2019             | -            | -            | -        | -        |
| 2020             | 2020             | 117e         | 10,73        | 24e      | 118      |
| 2021             | 2021             | Non attribué | Non attribué | 33e      | 84       |
| 2022             | 2022             | Non attribué | Non attribué | 2e       | 506      |
| 2024             | 2024             | Non attribué | Non attribué | 10e      | 303      |

#### Détails des victoires
| Saison / Épreuve | Skicross    |
| ---------------- | ----------- |
| 2021-2022        | Val Thorens |
| 2022-2023        | Arosa       |
| 2023-2024        | Innichen    |
| Total            | 3           |

### Championnats de France Elite
- 3e en 2020